# Terny
Terny (ukrainisch Терни; russisch Терны) ist eine Siedlung städtischen Typs im Zentrum der ukrainischen Oblast Sumy mit etwa 2900 Einwohnern (2020).

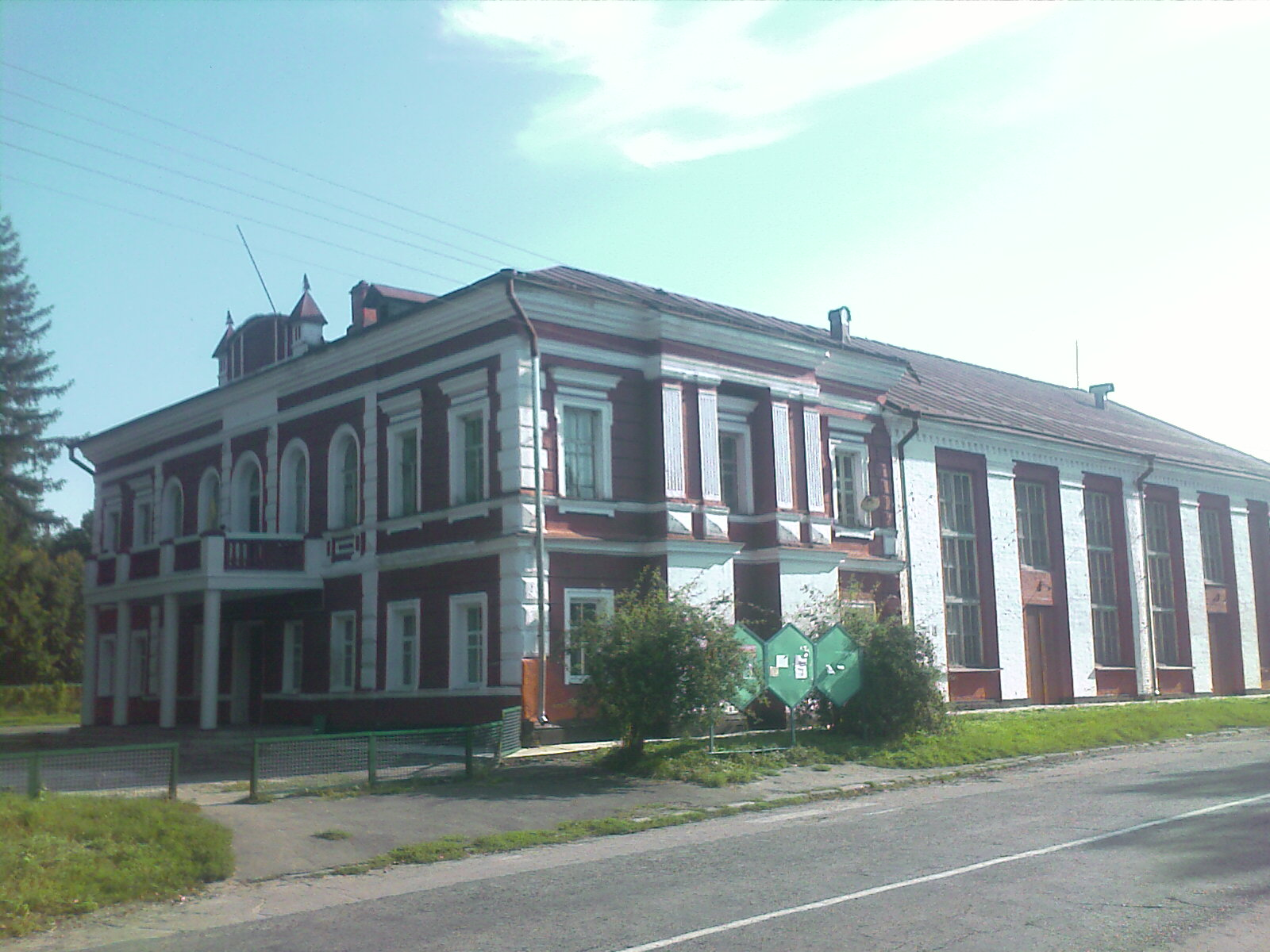
Die Schule in Terny ist ein Kulturdenkmal aus dem Jahr 1913

Die 1652 gegründete Ortschaft wurde während des Großen Nordischen Kriegs am 19. November 1708 von Zar Peter dem Großen besucht. Nach der für ihn siegreichen Schlacht bei Poltawa hielt er sich erneut im Dorf auf, wo zu Ehren des Sieges eine Holzkirche errichtet wurde. Seit 1938 ist Terny eine Siedlung städtischen Typs und das Zentrum der gleichnamigen Siedlungsratsgemeinde.

## Geographie
Terny liegt am Ufer des Tern im Norden des Rajon Romny an der Regionalstraße P–61, 63 km westlich vom Oblastzentrum Sumy und 21 km nördlich vom ehemaligen Rajonzentrum Nedryhajliw.

## Demografische Entwicklung
| Jahr      | 1939  | 1959  | 1970  | 1979  | 1989  | 2001  | 2010  | 2020  |
| --------- | ----- | ----- | ----- | ----- | ----- | ----- | ----- | ----- |
| Einwohner | 7.506 | 8.274 | 6.400 | 5.645 | 4.775 | 3.710 | 3.267 | 2.893 |

## Gemeinde
Am 12. Juni 2020 wurde die Siedlung ein Teil der neugegründeten Siedlungsgemeinde Nedryhajliw, bis dahin bildete sie zusammen mit den Dörfern Babakowe (Бабакове), Cholodne (Холодне), Dolyna (Долина), Hostryj Schpyl (Гострий Шпиль), Kiwschyk (Ківшик), Masne (Мазне), Oserne (Озерне), Schmatowe (Шматове), Mala Tscherepiwka (Мала Черепівка) und Wolodymyriwka (Володимирівка) die gleichnamige Siedlungsratsgemeinde Terny (Тернівська селищна рада/Terniwska selyschtschna rada) im Norden des Rajons Nedryhajliw.
Am 17. Juli 2020 kam es im Zuge einer großen Rajonsreform zum Anschluss des Rajonsgebietes an den Rajon Romny.

## Söhne und Töchter der Ortschaft
- Praskowja Sergejewna Uwarowa (1840–1924), Amateur-Archäologin und Hofdame der russischen Kaiserin